# Саади Кадафи
Саади Кадафи е либийски военен, футболист, син на Муамар Кадафи.
До 2011 е главнокомандващ на специалните части на Либия. Президент е на Либийската футболна федерация. Бил е капитан на националния отбор на страната, като изиграва 18 мача и вкарва 2 гола.

## Футболна кариера
Саади започва да се занимава с футбол сравнително късно – прави първите си изяви в местното първенство, когато е на 26 години.
Първият му клуб е „Ал Ахли“, Триполи. За 2 сезона Саади отбелязва само 3 попадения, но отборът му става шампион на страната.
През 2000 е близо до трансфер в малтийския „Биркиркара“, но той пропада в последния момент. През 2001 подписва с „Ал Итихад“. През 2002 става голмайстор на първенството с 19 попадения. През 2003 Саади е близо до трансфер в „Ювентус“, но в последния момент се озовава в друг италиански тим – „Перуджа“. Кадафи изиграва само 10 минути за „Перуджа“, в мач срещу „Ювентус“. В началото на 2004/05 той не преминава допинг теста и е наказан да не играе футбол 3 месеца. От 2006 до 2007 е футболист на „Удинезе“, но играе само в мача от последния кръг на шампионата. След това прекарва още един сезон в „Сампдория“, но не се появява на терена.

## Политика
След края на състезателната си кариерата Саади става президент на Либийската футболна федерация. Занимава се с бизнес. Става главнокомандващ на специалните части на Либия. След падането на режима Кадафи избягва в Нигер.